# Мужская Лига чемпионов ЕКВ 2019/2020
20-й розыгрыш мужской Лиги чемпионов ЕКВ (61-й с учётом Кубка европейских чемпионов) проходил с 22 октября 2019 года с участием 28 клубных команд из 19 стран-членов Европейской конфедерации волейбола. 
Из-за пандемии коронавируса COVID-19 соревнования не были завершены.

## Система квалификации
Розыгрыш Лиги 2019/2020 годов состоит из квалификационного раунда и основного турнира (групповой этап и плей-офф). Заявить по одной команде в квалификационный раунд получили возможность все страны-члены Европейской конфедерации волейбола, не имеющие прямой путёвки в основную стадию. В квалификации разыгрывались 2 путёвки в групповой этап. 18 команд получили места в групповом этапе минуя квалификацию. Эти 18 мест распределены по рейтингу ЕКВ на 2020 год, учитывающему результаты выступлений клубных команд стран-членов ЕКВ в Лиге чемпионов на протяжении трёх сезонов (2016/2017—2018/2019). Согласно ему прямое представительство в Лиге получили клубы из 10 стран: Италия, Россия, Польша (все по 3 команды), Турция, Германия, Бельгия (обе по 2 команды), Франция, Словения, Чехия (все по 1 команде). 
Возможностью заявить по одной команде в квалификационный раунд воспользовались 10 стран: Австрия, Англия, Белоруссия, Босния и Герцеговина, Португалия, Румыния, Сербия, Финляндия, Хорватия, Черногория.

## Команды-участницы

### Основной турнир
| Страна     | Команда                               |                                                          |
| ---------- | ------------------------------------- | -------------------------------------------------------- |
| Италия     | «Кучине-Лубе» (Чивитанова-Марке)      | Чемпион Италии 2019                                      |
| Италия     | «Сир Сафети» (Перуджа)                | 2-й призёр чемпионата Италии 2019                        |
| Италия     | «Трентино» (Тренто)                   | 3-й призёр чемпионата Италии 2019                        |
| Россия     | «Кузбасс» (Кемерово)                  | Чемпион России 2019                                      |
| Россия     | «Зенит» (Казань)                      | 2-й призёр чемпионата России 2019                        |
| Россия     | «Факел» (Новый Уренгой)               | 3-й призёр чемпионата России 2019                        |
| Польша     | ЗАКСА (Кендзежин-Козле)               | Чемпион Польши 2019                                      |
| Польша     | ВЕРВА (Варшава)                       | 2-й призёр чемпионата Польши 2019                        |
| Польша     | «Ястшембски Венгель» (Ястшембе-Здруй) | 3-й призёр чемпионата Польши 2019                        |
| Турция     | «Фенербахче» (Стамбул)                | Чемпион Турции 2019                                      |
| Турция     | «Халкбанк» (Анкара)                   | победитель предварительного этапа чемпионата Турции 2019 |
| Германия   | «Берлин Рециклинг» (Берлин)           | Чемпион Германии 2019                                    |
| Германия   | «Фридрихсхафен» (Фридрихсхафен)       | 2-й призёр чемпионата Германии 2019                      |
| Бельгия    | «Гринъярд» (Маасейк)                  | Чемпион Бельгии 2019                                     |
| Бельгия    | «Кнак» (Руселаре)                     | 2-й призёр чемпионата Бельгии 2019                       |
| Франция    | «Тур» (Тур)                           | Чемпион Франции 2019                                     |
| Словения   | «АКХ Воллей» (Любляна)                | Чемпион Словении 2019                                    |
| Чехия      | «Йихострой» (Ческе-Будеёвице)         | Чемпион Чехии 2019                                       |
| Сербия     | «Войводина» (Нови-Сад)                | по итогам квалификации                                   |
| Португалия | «Бенфика» (Лиссабон)                  | по итогам квалификации                                   |

### Квалификация
| Страна               | Команда                      |                                   |
| -------------------- | ---------------------------- | --------------------------------- |
| Австрия              | «Задруга Айх-Доб» (Блайбург) | Чемпион Австрии 2019              |
| Сербия               | «Войводина» (Нови-Сад)       | Чемпион Сербии 2019               |
| Финляндия            | «Ваммалан» (Састамала)       | Чемпион Финляндии 2019            |
| Черногория           | «Будва» (Будва)              | Чемпион Черногории 2019           |
| Белоруссия           | «Шахтёр» (Солигорск)         | Чемпион Белоруссии 2019           |
| Румыния              | «Аркада» (Галац)             | Чемпион Румынии 2019              |
| Босния и Герцеговина | «Младост» (Брчко)            | Чемпион Боснии и Герцеговины 2019 |
| Хорватия             | «Младост» (Загреб)           | Чемпион Хорватии 2019             |
| Англия               | «Полония Лондон» (Лондон)    | Чемпион Англии 2019               |
| Португалия           | «Бенфика» (Лиссабон)         | Чемпион Португалии 2019           |

## Система проведения розыгрыша
С квалификационного раунда в розыгрыше участвовали 10 команд. Во всех стадиях квалификации (всего три) применяется система плей-офф, то есть команды делятся на пары и проводят между собой по два матча с разъездами. Победителем пары выходит команда, одержавшая две победы. В случае равенства побед победителем становится команда, набравшая в рамках двухматчевой серии большее количество очков (за победу 3:0 и 3:1 даётся 3 очка, за победу 3:2 — 2 очка, за поражение 2:3 — 1, за поражение 1:3 и 0:3 очки не начисляются). Если обе команды при этом набрали одинаковое количество очков, то назначается дополнительный («золотой») сет, победивший в котором выходит в следующий раунд соревнований. Команды, победившие в матчах 2-го раунда квалификации вышли в основной турнир Лиги. Команды не прошедшие квалификацию получили возможность стартовать в розыгрыше Кубка ЕКВ.
Основной турнир состоит из предварительного этапа и плей-офф. На предварительном этапе 20 команд-участниц разбиты на 5 групп. В группах команды играют с разъездами в два круга. Приоритетом при распределении мест в группах является общее количество побед, затем число набранных очков, соотношение выигранных и проигранных партий, соотношение мячей, результаты личных встреч. За победы со счётом 3:0 и 3:1 команды получают по 3 очка, за победы 3:2 — по 2 очка, за поражения 2:3 — по 1 очку, за поражения 0:3 и 1:3 очки не начисляются. В четвертьфинал плей-офф выходят победители групп и три команды из пяти, имеющие лучшие показатели среди занявших вторые места. 
8 команд-участниц четвертьфинала плей-офф делятся на пары и проводят между собой по два матча с разъездами. Победителем пары выходит команда, одержавшая две победы. В случае равенства побед победителем становится команда, набравшая в рамках двухматчевой серии большее количество очков, система начисления которых аналогична применяемой на предварительном этапе и в квалификации. Если обе команды при этом набрали одинаковое количество очков, то назначается дополнительный («золотой») сет, победивший в котором выходит в полуфинал. Система полуфинала плей-офф аналогично четвертьфиналу. Победители полуфинальных пар выходят в финал.
Финал состоит из одного матча, который будет проведён на нейтральной поле. 
Жеребьёвка предварительного этапа основного турнира прошла в Софии 25 октября 2019 года . По её результатам были сформированы 5 групп предварительного этапа основного турнира (в таблицах приведён состав групп с учётом результатов квалификации).
| Группа A                                                                                          | Группа B                                                                                | Группа С                                                                                |
| ------------------------------------------------------------------------------------------------- | --------------------------------------------------------------------------------------- | --------------------------------------------------------------------------------------- |
| «Кучине-Лубе» Чивитанова-Марке «Трентино» Тренто «Фенербахче» Стамбул «Йихострой» Ческе-Будеёвице | «Кузбасс» Кемерово «Факел» Новый Уренгой «Берлин Рециклинг» Берлин «АКХ Воллей» Любляна | «Зенит» Казань «Ястшембски Венгель» Ястшембе-Здруй «Халкбанк» Анкара «Гринъярд» Маасейк |

| Группа D                                                        | Группа E                                                                                 |
| --------------------------------------------------------------- | ---------------------------------------------------------------------------------------- |
| «Сир Сафети» Перуджа ВЕРВА Варшава «Тур» Тур «Бенфика» Лиссабон | ЗАКСА Кендзежин-Козле «Фридрихсхафен» Фридрихсхафен «Кнак» Руселаре «Войводина» Нови-Сад |

## Квалификация

### 1-й раунд
22-23/ 29-30.10.2019
 «Младост» (Загреб) —  «Полония Лондон» (Лондон) 
22 октября. 3:0 (25:11, 25:17, 25:14).
30 октября. 3:0 (25:9, 25:12, 25:22).
 «Младост» (Брчко) —  «Бенфика» (Лиссабон)
23 октября. 0:3 (22:25, 17:25, 21:25).
29 октября. 0:3 (18:25, 30:32, 18:25).

### 2-й раунд
5-7/ 13-14.11.2019
 «Младост» (Загреб) —  «Задруга Айх-Доб» (Блайбург) 
7 ноября. 3:1 (22:25, 25:18, 25:21, 25:14).
13 ноября. 1:3 (28:26, 18:25, 26:28, 23:25). «Золотой» сет — 15:9.
 «Бенфика» (Лиссабон) —  «Будва»
5 ноября. 3:0 (25:15, 25:17, 25:18).
14 ноября. 3:1 (15:25, 25:21, 25:23, 27:25).
 «Шахтёр» (Солигорск) —  «Ваммалан» (Састамала) 
6 ноября. 3:0 (29:27, 25:22, 25:13).
14 ноября. 3:0 (25:22, 25:22, 25:21).
 «Аркада» (Галац) —  «Войводина» (Нови-Сад)
6 ноября. 3:0 (25:23, 25:17, 25:21).
13 ноября. 1:3 (20:25, 25:21, 21:25, 22:25). «Золотой» сет — 11:15.

### 3-й раунд
20-21/ 27.11.2019
 «Бенфика» (Лиссабон) —  «Младост» (Загреб)
20 ноября. 3:0 (25:22, 25:20, 25:22).
27 ноября. 3:1 (25:20, 25:19, 20:25, 25:21).
 «Войводина» (Нови-Сад) —  «Шахтёр» (Солигорск) 
21 ноября. 3:0 (25:21, 25:18, 25:18).
27 ноября. 3:0 (25:23, 25:18, 25:22).

### Итоги
2 победителя 3-го раунда квалификации («Бенфика» и «Войводина») вышли в основной турнир Лиги чемпионов. Все остальные команды, участвовавшие в квалификации, включены в розыгрыш Кубка ЕКВ.

## Предварительный этап
3 декабря 2019 — 19 февраля 2020

### Группа А
| М | Команда                        | 1       | 2       | 3       | 4       | И | В | П | С/П   | О  |
| - | ------------------------------ | ------- | ------- | ------- | ------- | - | - | - | ----- | -- |
| 1 | «Кучине-Лубе» Чивитанова-Марке |         | 3:0 3:1 | 3:1     | 3:1     | 6 | 6 | 0 | 18:5  | 18 |
| 2 | «Трентино» Тренто              | 0:3 1:3 |         | 3:0 3:2 | 3:2 3:1 | 6 | 4 | 2 | 13:11 | 10 |
| 3 | «Йихострой» Ческе-Будеёвице    | 1:3     | 0:3 2:3 |         | 3:2 3:0 | 6 | 2 | 4 | 10:14 | 6  |
| 4 | «Фенербахче» Стамбул           | 1:3     | 2:3 1:3 | 2:3 0:3 |         | 6 | 0 | 6 | 7:18  | 2  |

5.12: Фенербахче — Йихострой 2:3 (20:25, 25:21, 25:17, 21:25, 12:15).
12.12: Йихострой — Кучине-Лубе 1:3 (18:25, 25:21, 13:25, 22:25).
12.12: Трентино — Фенербахче 3:2 (21:25, 23:25, 25:18, 25:17, 16:14).
19.12: Фенербахче — Кучине-Лубе 1:3 (15:25, 19:25, 25:20, 17:25).
19.12: Трентино — Йихострой 3:0 (25:11, 25:16, 25:21).
26.01: Кучине-Лубе — Трентино 3:0 (25:21, 25:18, 25:15).
28.01: Кучине-Лубе — Йихострой 3:1 (25:21, 25:19, 21:25, 25:19).
30.01: Фенербахче — Трентино 1:3 (25:17, 22:25, 27:29, 20:25).
13.02: Трентино — Кучине-Лубе 1:3 (26:24, 29:31, 17:25, 22:25).
13.02: Йихострой — Фенербахче 3:0 (25:23, 25:23, 25:21).
19.02: Кучине-Лубе — Фенербахче 3:1 (25:17, 21:25, 25:18, 25:22).
19.02: Йихострой — Трентино 2:3 (25:21, 25:22, 15:25, 22:25, 11:15).

### Группа B
| М | Команда                   | 1       | 2       | 3       | 4       | И | В | П | С/П   | О  |
| - | ------------------------- | ------- | ------- | ------- | ------- | - | - | - | ----- | -- |
| 1 | «Факел» Новый Уренгой     |         | 0:3 3:0 | 3:0 3:2 | 3:1 3:2 | 6 | 5 | 1 | 15:8  | 13 |
| 2 | «Кузбасс» Кемерово        | 3:0 0:3 |         | 3:1 3:2 | 2:3 3:0 | 6 | 4 | 2 | 14:9  | 12 |
| 3 | «Берлин Рециклинг» Берлин | 0:3 2:3 | 1:3 2:3 |         | 3:0 3:2 | 6 | 2 | 4 | 11:14 | 7  |
| 4 | «АКХ Воллей» Любляна      | 1:3 2:3 | 3:2 0:3 | 0:3 2:3 |         | 6 | 1 | 5 | 8:17  | 4  |

3.12: Берлин Рециклинг — АКХ Воллей 3:0 (25:21, 25:15, 26:24).
4.12: Кузбасс — Факел 3:0 (26:24, 25:21, 25:18).
11.12: АКХ Воллей — Кузбасс 3:2 (25:23, 25:16, 25:27, 23:25, 19:17).
11.12: Факел — Берлин Рециклинг 3:0 (25:22, 25:18, 25:17).
17.12: Факел — АКХ Воллей 3:1 (24:26, 25:20, 25:19, 25:16).
18.12: Берлин Рециклинг — Кузбасс 1:3 (17:25, 23:25, 25:19, 19:25).
28.01: Берлин Рециклинг — Факел 2:3 (25:21, 25:15, 20:25, 22:25, 10:15).
29.01: Кузбасс — АКХ Воллей 3:0 (25:19, 25:23, 25:21).
12.02: Факел — Кузбасс 3:0 (25:21, 25:16, 25:20).
12.02: АКХ Воллей — Берлин Рециклинг 2:3 (25:22, 25:19, 16:25, 22:25, 12:15).
19.02: Кузбасс — Берлин Рециклинг 3:2 (22:25, 25:19, 25:14, 20:25, 15:8).
19.02: АКХ Воллей — Факел 2:3 (18:25, 25:23, 25:20, 18:25, 11:15).

### Группа C
| М | Команда                             | 1       | 2       | 3       | 4       | И | В | П | С/П   | О  |
| - | ----------------------------------- | ------- | ------- | ------- | ------- | - | - | - | ----- | -- |
| 1 | «Ястшембски Венгель» Ястшембе-Здруй |         | 3:0 2:3 | 3:2 3:1 | 3:0     | 6 | 5 | 1 | 17:6  | 15 |
| 2 | «Гринъярд» Маасейк                  | 0:3 3:2 |         | 3:2 0:3 | 3:2 3:1 | 6 | 4 | 2 | 12:13 | 9  |
| 3 | «Зенит» Казань                      | 2:3 1:3 | 2:3 3:0 |         | 3:1     | 6 | 3 | 3 | 14:11 | 11 |
| 4 | «Халкбанк» Анкара                   | 0:3     | 2:3 1:3 | 1:3     |         | 6 | 0 | 6 | 5:18  | 1  |

4.12: Халкбанк — Гринъярд 2:3 (25:20, 25:23, 27:29, 20:25, 10:15).
11.12: Гринъярд — Зенит 3:2 (20:25, 18:25, 25:23, 25:22, 20:18).
11.12: Ястшембски Венгель — Халкбанк 3:0 (25:17, 25:17, 25:21).
18.12: Халкбанк — Зенит 1:3 (26:24, 23:25, 20:25, 22:25).
19.12: Ястшембски Венгель — Гринъярд 3:0 (25:13, 25:20, 25:21).
18.01: Зенит — Ястшембски Венгель 2:3 (25:18, 16:25, 25:20, 22:25, 14:16).
29.01: Зенит — Гринъярд 3:0 (25:14, 25:10, 25:22).
29.01: Халкбанк — Ястшембски Венгель 0:3 (18:25, 18:25, 15:25).
12.02: Ястшембски Венгель — Зенит 3:1 (25:18, 30:28, 19:25, 25:23).
12.02: Гринъярд — Халкбанк 3:1 (25:22, 34:36, 25:21, 25:18).
19.02: Зенит — Халкбанк 3:1 (25:23, 23:25, 25:19, 25:15).
19.02: Гринъярд — Ястшембски Венгель 3:2 (25:23, 20:25, 19:25, 25:22, 15:8).

### Группа D
| М | Команда              | 1   | 2       | 3       | 4       | И | В | П | С/П  | О  |
| - | -------------------- | --- | ------- | ------- | ------- | - | - | - | ---- | -- |
| 1 | «Сир Сафети» Перуджа |     | 3:0     | 3:1     | 3:1     | 6 | 6 | 0 | 18:4 | 18 |
| 2 | «Тур» .              | 0:3 |         | 0:3 3:0 | 3:1     | 6 | 3 | 3 | 9:11 | 9  |
| 3 | ВЕРВА Варшава        | 1:3 | 3:0 0:3 |         | 1:3 3:0 | 6 | 2 | 4 | 9:12 | 6  |
| 4 | «Бенфика» Лиссабон   | 1:3 | 1:3     | 3:1 0:3 |         | 6 | 1 | 5 | 7:16 | 3  |

4.12: Сир Сафети — Бенфика 3:1 (25:18, 24:26, 25:15, 25:19).
4.12: ВЕРВА — Тур 3:0 (25:15, 25:22, 25:23).
10.12: Бенфика — ВЕРВА 3:1 (25:19, 25:17, 22:25, 25:21).
11.12: Тур — Сир Сафети 0:3 (30:32, 19:25, 18:25).
17.12: ВЕРВА — Сир Сафети 1:3 (17:25, 25:23, 21:25, 24:26).
19.12: Бенфика — Тур 1:3 (20:25, 25:20, 22:25, 18:25).
29.01: Сир Сафети — Тур 3:0 (25:21, 25:15, 25:21).
29.01: ВЕРВА — Бенфика 3:0 (25:21, 25:13, 25:22).
12.02: Тур — ВЕРВА 3:0 (25:21, 25:21, 25:20).
13.02: Бенфика — Сир Сафети 1:3 (24:26, 21:25, 25:22, 17:25).
19.02: Сир Сафети — ВЕРВА 3:1 (25:17, 25:27, 25:17, 25:19).
19.02: Тур — Бенфика 3:1 (25:23, 22:25, 25:23, 25:17).

### Группа E
| М | Команда               | 1   | 2       | 3       | 4       | И | В | П | С/П  | О  |
| - | --------------------- | --- | ------- | ------- | ------- | - | - | - | ---- | -- |
| 1 | ЗАКСА Кендзежин-Козле |     | 3:0     | 3:0     | 3:0     | 6 | 6 | 0 | 18:0 | 18 |
| 2 | «Кнак» Руселаре       | 0:3 |         | 3:0 3:1 | 3:2 3:0 | 6 | 4 | 2 | 12:9 | 11 |
| 3 | «Фридрихсхафен» .     | 0:3 | 0:3 1:3 |         | 3:0 3:2 | 6 | 2 | 4 | 7:14 | 5  |
| 4 | «Войводина» Нови-Сад  | 0:3 | 2:3 0:3 | 0:3 2:3 |         | 6 | 0 | 6 | 4:18 | 2  |

3.12: ЗАКСА — Войводина 3:0 (25:20, 25:21, 25:21).
4.12: Фридрихсхафен — Кнак 0:3 (23:25, 21:25, 15:25).
10.12: Кнак — ЗАКСА  0:3 (17:25, 19:25, 21:25).
10.12: Войводина — Фридрихсхафен 0:3 (20:25, 21:25, 20:25).
17.12: Войводина — Кнак 2:3 (21:25, 20:25, 25:22, 25:22, 12:15).
18.12: Фридрихсхафен — ЗАКСА  0:3 (23:25, 22:25, 20:25).
28.01: ЗАКСА — Кнак 3:0 (25:19, 25:18, 25:15).
29.01: Фридрихсхафен — Войводина 3:2 (23:25, 25:18, 17:25, 25:20, 15:13).
11.02: Войводина — ЗАКСА 0:3 (11:25, 22:25, 18:25).
11.02: Кнак — Фридрихсхафен 3:1 (28:26, 26:28, 25:19, 25:17).
19.02: ЗАКСА — Фридрихсхафен 3:0 (25:21, 25:21, 25:22).
19.02: Кнак — Войводина 3:0 (28:26, 25:20, 25:18).

### Итоги
По итогам предварительного этапа в четвертьфинал плей-офф вышли победители групп («Кучине-Лубе», «Факел», «Ястшембски Венгель», «Сир Сафети», ЗАКСА) и три лучшие команды из числа занявших в группах вторые места («Трентино», «Кузбасс», «Кнак»).

## Четвертьфинал
3—5/ 10—12 марта 2020.
 «Кнак» (Руселаре) —  «Кучине-Лубе» (Чивитанова-Марке)
4 марта. 0:3 (29:31, 14:25, 16:25).
0:3 (отказ «Кнака»).
 «Трентино» (Тренто) —  «Ястшембски-Венгель» (Ястшембе-Здруй)
матчи перенесены, а затем отменены.
 «Факел» (Новый Уренгой) —  «Сир Сафети» (Перуджа)
4 марта. 1:3 (23:25, 21:25, 25:22, 21:25).
ответный матч перенесён, а затем отменён.
 «Кузбасс» (Кемерово) —  ЗАКСА (Кендзежин-Козле)
4 марта. 2:3 (25:22, 24:26, 25:17, 26:28, 14:16).
4 марта. 3:1 (21:25, 25:23, 25:18, 25:20).

## Решение о завершении соревнований
23 апреля 2020 решением Административного совета ЕКВ оставшаяся часть еврокубкового сезона не будет завершена из-за пандемии коронавируса COVID-19, а все трофеи будут считаться неразыгранными.